# Gastón Faber
Gastón Faber Chevalier (Montevideo, Uruguay; 21 de abril de 1996), conocido simplemente como Gastón Faber, es un futbolista uruguayo que juega como pivote en el Sportivo Bella Italia de la Primera División Amateur de Uruguay.

## Trayectoria
El técnico Leonardo Ramos lo ascendió al primer equipo de Danubio el 1 de febrero de 2014.
Debutó en primera el 22 de febrero, con 17 años, al ingresar en el minuto 72 ante Nacional en el Gran Parque Central, con la particularidad de hacerlo con su cabeza rapada, requisito impuesto por sus compañeros de equipo, ganaron 2 a 0.
Marcó su primer gol en la máxima categoría el 26 de abril del mismo año ante River en el Parque Saroldi, partido que perdieron 2 a 1.
El 3 de febrero de 2016, fue cedido a préstamo a Racing, debido a que no iba a ser considerado en Danubio.
En enero de 2020, firma por el Club Atlético Juventud (Las Piedras) de la Segunda División de Uruguay, en el que juega durante la temporada 2020 y la 2021.
El 17 de enero de 2022, firma por el C. D. Tudelano de la Primera División RFEF.

## Selección nacional
Participó del Sudamericano Sub-17 del 2013 representando a la Selección de Uruguay, certamen en el que finalizó cuarto, logrando la clasificación al mundial.
Fue convocado para el Mundial Sub-17 del 2013 y jugó todos los partidos, pero Uruguay quedó eliminado en cuartos de final.
En el 2014, Gastón fue parte del proceso de la Selección Sub-20 de Uruguay conducida por Fabián Coito.
Debutó con la Celeste el 15 de abril ante Chile en el Domingo Burgueño de Maldonado, jugó como titular y ganaron 3 a 0.
Viajó a Chile para jugar el Torneo Cuatro Naciones, contra las selecciones Sub-20 de México, Chile y Colombia en carácter amistoso. Terminaron en el tercer lugar luego de ganar el primer partido pero perder los dos restantes.
El 3 de enero de 2015 fue seleccionado para defender a Uruguay en el Campeonato Sudamericano Sub-20. Disputó 3 partidos y anotó un gol, Uruguay terminó en tercer lugar y clasificaron al Mundial Sub-20.
El 21 de mayo fue incluido en la lista preliminar de 30 jugadores para defender a la selección de Uruguay en los Juegos Panamericanos de Toronto. El 17 de junio fueron revelados los 18 jugadores para defender a la Celeste en los Panamericanos que se realizarán en Canadá, pero Gastón no fue incluido. Debido a una lesión de Matías Santos, el 3 de julio se incorporó al plantel uruguayo.
Faber comenzó como suplente sin minutos, pero jugó los últimos 3 partidos, mostró un buen nivel y ganaron la medalla de oro, tras vencer a México en la final 1 a 0. Fue incluido en el equipo ideal del torneo.

### Participaciones en juveniles
| Competición                            | Sede                   | Resultado        | Partidos | Goles |
| -------------------------------------- | ---------------------- | ---------------- | -------- | ----- |
| Campeonato Sudamericano Sub-17 de 2013 | Argentina              | Cuarto puesto    | 7        | 0     |
| Copa Mundial Sub-17 de 2013            | Emiratos Árabes Unidos | Cuartos de final | 5        | 0     |
| Campeonato Sudamericano Sub-20 de 2015 | Uruguay                | Tercer puesto    | 3        | 1     |
| Juegos Panamericanos de 2015           | Canadá                 | Medalla de oro   | 3        | 0     |

| Detalle de partidos con la Sub-20 | Detalle de partidos con la Sub-20 | Detalle de partidos con la Sub-20 | Detalle de partidos con la Sub-20 | Detalle de partidos con la Sub-20 | Detalle de partidos con la Sub-20       | Detalle de partidos con la Sub-20 | Detalle de partidos con la Sub-20 | Detalle de partidos con la Sub-20                      | Detalle de partidos con la Sub-20 |
| N°                                | Rival                             | Resultado                         | Fecha                             | Lugar                             | Competencia                             | Goles                             | Asistencias                       | Ref.                                                   |                                   |
| --------------------------------- | --------------------------------- | --------------------------------- | --------------------------------- | --------------------------------- | --------------------------------------- | --------------------------------- | --------------------------------- | ------------------------------------------------------ | --------------------------------- |
| 1                                 | Chile                             | 3:0 (1:0)                         | 15 de abril de 2014               | Maldonado · Uruguay               | Amistoso                                | -                                 | -                                 | 1                                                      |                                   |
| 2                                 | Perú                              | 1:0 (0:0)                         | 24 de septiembre de 2014          | Montevideo · Uruguay              | Amistoso                                | -                                 | -                                 | 2                                                      |                                   |
| 3                                 | Chile                             | 0:3 (2:0)                         | 10 de octubre de 2014             | Santiago · Chile                  | Amistoso Torneo Cuatro Naciones         | -                                 | -                                 | 3                                                      |                                   |
| 4                                 | Colombia                          | 0:2 (0:2)                         | 13 de octubre de 2014             | Santiago · Chile                  | Amistoso Torneo Cuatro Naciones         | -                                 | -                                 | 4                                                      |                                   |
| 5                                 | Federación Gaúcha                 | 2:1 (1:0)                         | 11 de noviembre de 2014           | Maldonado · Uruguay               | Amistoso                                | -                                 | -                                 | 5                                                      |                                   |
| 6                                 | Federación Gaúcha                 | 1:2 (1:1)                         | 13 de noviembre de 2014           | Montevideo · Uruguay              | Amistoso                                | -                                 | -                                 | 6                                                      |                                   |
| 7                                 | Perú                              | 1:3 (0:2)                         | 24 de noviembre de 2014           | Asunción Paraguay                 | Amistoso Cuadrangular internacional     | -                                 | -                                 | 7                                                      |                                   |
| 8                                 | Paraguay                          | 1:0 (0:0)                         | 26 de noviembre de 2014           | Asunción Paraguay                 | Amistoso Cuadrangular internacional     | -                                 | -                                 | 8                                                      |                                   |
| 9                                 | Panamá                            | 2:0 (2:0)                         | 28 de noviembre de 2014           | Asunción Paraguay                 | Amistoso Cuadrangular internacional     | -                                 | -                                 | 9                                                      |                                   |
| 10                                | Panamá                            | 3:3 (0:2) (5:3 pen.)              | 30 de noviembre de 2014           | Asunción Paraguay                 | Amistoso Cuadrangular internacional     | -                                 | -                                 | 10                                                     |                                   |
| 11                                | Chile                             | 6:1 (3:0)                         | 19 de enero de 2015               | Maldonado · Uruguay               | Campeonato Sudamericano Fase de grupos  | 88'                               | -                                 | 11                                                     |                                   |
| 12                                | Venezuela                         | 0:1 (0:1)                         | 23 de enero de 2015               | Maldonado · Uruguay               | Campeonato Sudamericano Fase de grupos  | -                                 | -                                 | 12                                                     |                                   |
| 13                                | Brasil                            | 0:0 (0:0)                         | 26 de enero de 2015               | Montevideo · Uruguay              | Campeonato Sudamericano Hexagonal final | -                                 | -                                 | 13                                                     |                                   |
| 14                                | Portugal                          | 0:3 (0:2)                         | 31 de marzo de 2015               | Coímbra Portugal                  | Amistoso                                | -                                 | -                                 | 14 Archivado el 4 de marzo de 2016 en Wayback Machine. |                                   |

| Detalles de partidos con la Sub-22 | Detalles de partidos con la Sub-22 | Detalles de partidos con la Sub-22 | Detalles de partidos con la Sub-22 | Detalles de partidos con la Sub-22 | Detalles de partidos con la Sub-22  | Detalles de partidos con la Sub-22 | Detalles de partidos con la Sub-22 | Detalles de partidos con la Sub-22 | Detalles de partidos con la Sub-22 |
| N°                                 | Rival                              | Resultado                          | Fecha                              | Lugar                              | Competencia                         | Goles                              | Asistencias                        | Ref.                               |                                    |
| ---------------------------------- | ---------------------------------- | ---------------------------------- | ---------------------------------- | ---------------------------------- | ----------------------------------- | ---------------------------------- | ---------------------------------- | ---------------------------------- | ---------------------------------- |
| 1                                  | Paraguay                           | 1:0 (0:0)                          | 21 de julio de 2015                | Hamilton · Canadá                  | Juegos Panamericanos Fase de grupos | -                                  | -                                  | 1                                  |                                    |
| 2                                  | Brasil                             | 2:1 (0:0)                          | 23 de julio de 2015                | Hamilton · Canadá                  | Juegos Panamericanos Semifinales    | -                                  | -                                  | 2                                  |                                    |
| 3                                  | México                             | 1:0 (1:0)                          | 26 de julio de 2015                | Hamilton · Canadá                  | Juegos Panamericanos Final          | -                                  | -                                  | 3                                  |                                    |

## Estadísticas

### Clubes
| Club                                 | País    | Año             |
| ------------------------------------ | ------- | --------------- |
| Danubio                              | Uruguay | 2014 - 2015     |
| Racing Montevideo (cedido)           | Uruguay | 2015 - 2017     |
| Foggia (cedido)                      | Italia  | 2017            |
| Boston River                         | Uruguay | 2018            |
| Porteño                              | Ecuador | 2019            |
| Club Atlético Juventud (Las Piedras) | Uruguay | 2020 - 2021     |
| Club Deportivo Tudelano              | España  | 2022            |
| Club Atlético Juventud (Las Piedras) | Uruguay | 2022            |
| Sportivo Bella Italia                | Uruguay | 2023            |
| Oriental                             | Uruguay | 2024 - Presente |

### Selecciones
Actualizado al 26 de julio de 2015.
Último partido citado: Uruguay 1 - 0 México
| Sub-17 · Uruguay | 2011/12       | -  | - | - | - | ?  | 0 | ?  | 0 |
| Sub-17 · Uruguay | 2012/13       | 7  | 0 | - | - | ?  | 0 | 7  | 0 |
| Sub-17 · Uruguay | 2013/14       | -  | - | 5 | 0 | ?  | 0 | 5  | 0 |
| Sub-17 · Uruguay | Total sel.    | 7  | 0 | 5 | 0 | 25 | 0 | 37 | 0 |
| Sub-20 · Uruguay | 2013/14       | -  | - | - | - | 1  | 0 | 1  | 0 |
| Sub-20 · Uruguay | 2014/15       | 3  | 1 | - | - | 10 | 0 | 13 | 1 |
| Sub-20 · Uruguay | Total sel.    | 3  | 1 | - | - | 11 | 0 | 14 | 1 |
| Sub-22 · Uruguay | 2014/15       | 3  | 0 | - | - | 0  | 0 | 3  | 0 |
| Sub-22 · Uruguay | Total sel.    | 3  | 0 | - | - | 0  | 0 | 3  | 0 |
| Total carrera | Total carrera | 13 | 1 | 5 | 0 | 36 | 0 | 54 | 1 |
| (1)Incluidos los datos del Campeonato Sudamericano Sub-17 (2013) y Campeonato Sudamericano Sub-20 (2015) y Juegos Panamericanos (2015) (2)Incluidos los datos de la Copa Mundial Sub-17 (2013) |               |    |   |   |   |    |   |    |   |

## Palmarés

### Títulos nacionales
| Título              | Equipo        | País    | Año     |
| ------------------- | ------------- | ------- | ------- |
| Campeonato Uruguayo | Danubio F. C. | Uruguay | 2013-14 |

### Títulos internacionales
| Título               | Equipo         | País   | Año  |
| -------------------- | -------------- | ------ | ---- |
| Juegos Panamericanos | Uruguay Sub-22 | Canadá | 2015 |

### Títulos amistosos
| Competición                | Equipo         | País     | Año  |
| -------------------------- | -------------- | -------- | ---- |
| Cuadrangular internacional | Uruguay Sub-20 | Paraguay | 2014 |

### Distinciones individuales
| Distinción                           | Año  |
| ------------------------------------ | ---- |
| XI ideal de los Juegos Panamericanos | 2015 |

### Otras distinciones
- Tercer lugar en el Campeonato Sudamericano de Fútbol Sub-20: 2015